# Canopus (test nuclear)
Canopus  a fost primul test francez al unei bombe cu hidrogen (modelul Teller-Ulam). Testul a avut loc pe 24 august 1968, pe atolul Fangataufa.